# Hamilton Morris
Hamilton Morris est un journaliste pour Vice et Harper's Magazine, né le 14 avril 1987 et basé à Brooklyn, New York.

## Biographie
Hamilton Morris est le fils du réalisateur Errol Morris. Il apparait ainsi en 2002 dans un spot pour Apple, réalisé par son père, dans le cadre de la campagne « Switch ».
Il dit avoir connu sa première expérience avec la drogue à l'âge de treize ans, alors qu'il était dans la voiture d'un ami, où il aurait fumé de la salvia et « pleuré de joie'². De là vient pour lui une véritable passion ; il explique avoir été surpris de comprendre « qu'accéder à de tels stades était possible », et que « tout le monde pouvait y arriver avec si peu d'efforts ».
Étant décrit comme un psychonaute, l'expert en drogue Daniel Pinchbeck (en) le qualifie de « scientifique fou, génie de la chimie » et « d'alchimiste à la recherche de l'élixir chimique de la conscience ».
Il a contribué au numéro « Weird science issue²' du magazine américain Vice.
Il étudie actuellement à New School avec l'expert en sciences psychédéliques Nicolas Langlitz et travaille sur un livre sur les chimistes clandestins.

## Notoriété
Hamilton est notamment connu pour ses reportages vidéos ("Hamilton's Pharmacopeia"), où il est à la recherche de nouvelles drogues mal connues par les scientifiques. Sa démarche semble être à l'intersection de l'aventure, de l'expérimentation et de la recherche scientifique; Elle est cependant quelque peu critiquée par Pinchbeck (en), qui dit trouver "la méthode de la science dure (hard science) un peu limitée", bien qu'elle permette "d'explorer des stades de conscience extraordinaires".

Hamilton tient un blog, où il parle principalement de chimie. Il écrit aussi dans les colonnes de Vice, parlant de sujets plus grand public et relevant parfois de la vulgarisation.

## Position sur la drogue
Concernant la drogue, Hamilton dit avoir la même position que ses parents, rationnelle selon eux, qui est que "la drogue n'est pas mauvaise, mais qu'il est mauvais de gâcher tout son temps avec". Il dit travailler dans la science avant tout, n'oubliant pas que ses expéditions ont pour but premier la découverte scientifique.

## Listes des reportages vidéos
Ses reportages peuvent être trouvés sur VBS.com.
- The Sapo Diary (Les chroniques de Sapo), à la recherche de la grenouille Sapo en Amazonie.
- Nzambi (Nzambi), où Hamilton est à la recherche d'une drogue censée donner la mort puis redonner la vie à Haiti.
- The Icelandic Skin-Disease Mushroom Fashion Fiasco (Une histoire de champignons hallucinogènes et du fiasco d’une fashion week islandaise), à propos de la fashion week en Islande et de champignons hallucinogènes.
- SiHKAL: Shulgins I have known and loved (Les Shulgins que j'ai connu et aimé), reportage durant lequel Hamilton rencontre Alexander Shulgin, le créateur de nombreuses drogues et l'auteur des livres TiHKAL et PiHKAL.
- High on Krystle (Krystle, c'est de la bonne), où Hamilton rencontre Krystle Cole, une ancienne strip-teaseuse mais aussi l'ex petite-amie du cocréateur du plus grand laboratoire de LSD au monde, Todd Skinner.
- Tanks for the Memories : Hamilton découvre les "sensory deprivation tanks", sorte de baignoires fermés où l'esprit se détache de toutes distractions extérieures.
- Hamilton's Pharmacopeia : Une docu-série, qui suit Hamilton alors qu'il explore l'histoire, la chimie et l'impact social des substances psychoactives.